# Ligne de Bon-Encontre à Vic-en-Bigorre
La ligne de Bon-Encontre à Vic-en-Bigorre est une ligne ferroviaire, partiellement déclassée, qui relie la gare de Bon-Encontre (près d'Agen dans le département de Lot-et-Garonne) à celle de Vic-en-Bigorre dans les Hautes-Pyrénées, via la gare d'Auch et de Mirande.
Seule la partie de Bon-Encontre à Auch est restée exploitée en trafic fret jusqu'en 2015.
Elle constitue la ligne 647 000 du Réseau ferré national.

## Histoire

### Chronologie
- 23 octobre 1856, déclaration d'utilité publique d'une ligne d'Agen à Tarbes[2],
- 1er août 1857, Concession à la Compagnie du Midi[2],
- 16 novembre 1865, ouverture de Bon-Encontre à Auch[3],
- 31 mai 1869, ouverture d'Auch à Mirande[4],
- 2 décembre 1869, ouverture de Mirande à Vic-de-Bigorre[5].

### Origine
Déjà en 1853 une ligne de « Limoges à Saragoza » est intégrée dans un projet d'ensemble de la nouvelle Compagnie du chemin de fer Grand-Central de France, ce projet reste sans suite du fait des difficultés du Grand-Central. 
C'est finalement une ligne faite pour établir une liaison directe entre Paris et les Pyrénées qui est déclarée d'utilité publique  par décret impérial le 23 octobre 1856. Elle doit débuter à la gare d'Agen, traverser le centre de la Gascogne et rejoindre Tarbes. C'est la Compagnie des chemins de fer du Midi et du Canal latéral à la Garonne (Midi) qui en obtient la concession le 1er août 1857 par une convention signée avec le ministre des Travaux Publics. Cette convention est approuvée par un décret impérial le même jour. La compagnie bénéficie de conditions favorables, comme les garanties données par l'État pour l'intérêt et l'amortissement. Néanmoins la compagnie doit ouvrir l'exploitation, sur une seule voie, avant l'échéance de huit années. Le cahier des charges prévoit un parcours facile entre Agen et Auch et nettement plus difficile ensuite car le tracé prévu demandera la création de nombreux ouvrages d'art. Cette deuxième partie est réétudiée ce qui retarde les travaux et repousse la mise en exploitation à 1869. Du fait de mauvaises récoltes qui touchent les ouvriers agricoles, le gouvernement ouvre des chantiers de terrassements pour employer les chômeurs. En 1859, 12 kilomètres sont réalisés entre Agen et Auch et 16 kilomètres après Auch.

### De Bon-Encontre à Auch
Cette première section débute à Agen, mais les premiers kilomètres s'effectuent sur la ligne de Bordeaux à Sète. C'est à la nouvelle station de Bon-Encontre, située à environ six kilomètres de la gare d'Agen, que la voie se détache sur la droite, puis franchit la Garonne sur le seul ouvrage d'art important. Composé de 17 arches et long de 450 mètres, son coût, accepté en février 1863, est évalué à 1,5 million de francs. Les autres ouvrages d'art qui permettent le franchissement, notamment du Gers, sont de taille modeste. Les principaux problèmes rencontrés par la compagnie sont, une météo difficile en hiver et surtout des conflits d'intérêts avec les propriétaires des terrains ce qui nécessite 242 recours au jury d'expropriation.
L'ouverture de l'exploitation a lieu le 16 novembre 1865, les trains mettent 2 h 15 pour parcourir les 64 km d'Agen à Auch en desservant les neuf stations, où haltes, intermédiaires de Bon-Encontre, Layrac, Astaffort, Castex-Lectourois, Lectoure, Fleurance, Montrestruc (halte), Sainte-Christie et Rambert-Preignan (halte).

### Mirande - Vic-en-Bigorre
Cette section comprenait notamment le viaduc de Laas à Saint-Maur, signé par Gustave Eiffel, d’une longueur de plus de 250m, qui enjambait l’Osse et sa vallée. Sur demande de la SNCF, il fut dynamité en 1968 par l'armée française à la suite de la fermeture de la ligne,.

## Exploitation
Actuellement, le tronçon de Vic-en-Bigorre à Auch est déferré, celui d'Auch à Bon-Encontre ne reçoit plus aucun trafic. Dans les années 2000, de nombreux appels et études ont été lancés pour la réouverture de la section entre Agen et Auch pour le trafic voyageurs, jusqu'à présent sans résultat. Le tronçon de Bon-Encontre à Auch est resté ouvert au trafic de marchandises jusqu'au 1er juillet 2015, où il a été suspendu à la suite d'intempéries et jusqu'au 1er mars 2016 pour la partie entre Bon-Encontre et Sainte-Christie. La réouverture de ce tronçon au fret était prévue pour 2018, mais elle n'a toujours pas eu lieu. En juillet 2022, des travaux sont en cours sur l'axe Agen - Auch.